# سلك شائك

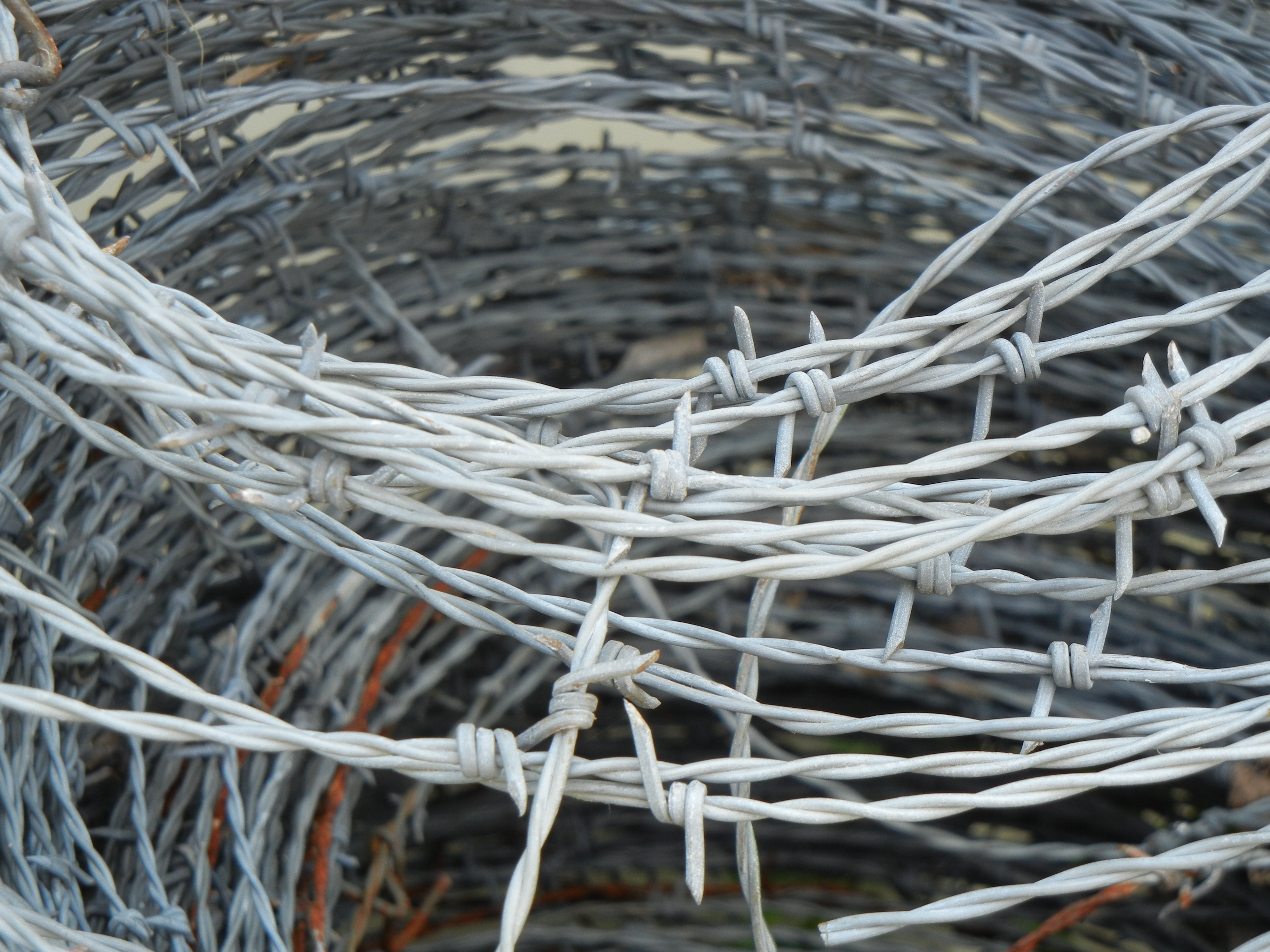
أسلاك شائكة

سياج الأسلاك الشائكة، أو الأسلاك المُدبَّبَة، أو حسك الحديد، هو معوق مصنوع من أسلاك الحديد، حيث يتم تركيب أطراف حادَّة على مقاطع متباعدة،وتصيبُ هذه الشفرات الحادّة كل شخص أو حيوان يحاول أن يمرَّ عبره، أو فوقه، ويتعرض للإصابة.
 يعمل كهيئة الحسك ويلقى به حول المعسكر، أو يثبت في طريق الخيل كي ينشب في حوافرها، وهو من اختراع المزارع الأمريكي جوزيف جلايدن.

## التركيب
يتطلَّبُ تركيب سياج الأسلاك الشائكة وضع أعمدة مع فواصل فيما بينها، وتُشدّ الأسلاك عبرها. في بعض الأحيان، يتم وضع سياج الأسلاك الشائكة فوق حاجز أو جدار موجود لمنع المرور من فوقه. يعتبر سياج الأسلاك الشائكة عائقًا رخيصًا ومتاحًا، ومن السهل تركيبه باستخدام فريق عمل غير مدرَّب. يمكن أيضًا زيادة فعالية السياج من خلال وضع عدة طبقات منه فوق بعضها البعض بشكل هرم.
كان سياج الأسلاك الشائكة هو أول تقنيَّة عملية لتسييج المواشي. كانت أسوار الأسلاك الشائكة أرخص تكلفة في الإنشاء من الحواجز الأخرى، وعندما أصبحت متوافرة في الولايات المتحدة في أواخر القرن التاسع عشر، أصبح من الممكن تسييج مساحات شاسعة، مما جعل رعي المواشي والأبقار أكثر سهولة على نطاق واسع. اخترع لويس جانين من فرنسا النموذج الأوَّلي من سياج الأسلاك الشائكة عام 1865، وفي عام 1874، قام جوزيف ف. غليدان من إلينوي بتسجيل براءة اختراع للأسلاك بشكلها المعروف لنا اليوم.
قام جون وارن غيتس بتجربة سياج الأسلاك الشائكة للمرَّة الأولى في تكساس عام 1876. وخلال 25 عامًا، تم تسييج معظم الأراضي المفتوحة التي كانت مملوكة للقطاع الخاص. في عام 1875، أُنتِجَ 270 طنًا من الأسلاك في الولايات المتحدة، وفي عام 1901 ارتفع الإنتاج إلى 135,000 طن، معظمها من إنتاج شركة غيتس.
أدَّت عملية التسييج إلى خلافات وصراعات بين رعاة الأبقار المستقلين، وأصحاب المزارع الكبيرة. انتهت هذه النزاعات لصالح أصحاب المزارع والممتلكات الكبرى، وفرض القانون عقوبات شديدة على من يقطع السياج، أو يتسبب في إلحاق الضرر به. خلال 25 عامًا، تم تقسيم الأراضي المفتوحة بين الملاك الخاصين. لهذا السبب، يعتبر المؤرخون في الولايات المتحدة اختراع سياج الأسلاك الشائكة نقطة النهاية، وتحوُّل تاريخي في "الغرب القديم".
وحتّى اليوم، لا يزال سياج الأسلاك الشائكة هو الوسيلة المثاليّة للتسييج على المواشي في معظم مناطق الولايات المتحدة.

## الاستخدام ضد البشر
تُستخدم غالبية أسوار الأسلاك الشائكة لمنع مرور المواشي والأبقار، لكنها لا تمنع مرور بني البشر الذين يمكنهم تسلق السور، أو المرور من خلاله، عن طريق شد الأسلاك والولوج من بينها. ومع ذلك، يظل السياج عاملًا معيقًا، وبدأ استخدام الأسلاك الشائكة في الأغراض العسكرية منذ اختراعها تقريبًا.
خلال الحرب الأمريكية الإسبانية، استخدم "فرسان روزفلت الشجعان" الأسلاك الشائكة لتسييج منطقة معسكرهم. وفي جنوب أفريقيا، خلال المراحل الأخيرة من حرب البوير الثانية، أقيمَت شبكة من أسوار الأسلاك الشائكة، وأُدمِجَت مع المعاقل التي كانت تُستخدم للحد من حركة قوات المقاومة من المستوطنين البوير. ويبدو أن هذا الاستخدام للأسلاك الشائكة كان ناجحًا.
كان أشهر وأكبر استخدام للأسلاك الشائكة خلال حرب الخنادق في الحرب العالمية الأولى. وضعت الأسلاك الشائكة في المنطقة الفاصلة بين القوات المتحاربة لوقف مرور الجنود وفي الواقع، لإبطاء تقدم المهاجمين لفترة كافية كي يتمكن المدافعون من قتلهم باستخدام المدافع الرشاشة. في بعض مراحل الحرب، كانت الأسلاك الشائكة تمتد بشكل مستمر، مع خنادق على جانبيها، وكان السور يمتد من قناة لا مانش إلى الحدود بين فرنسا وسويسرا. بذلت الأطراف المتحاربة جهودًا كبيرة في محاولات عبور الأسلاك الشائكة. في بعض المراحل، حاولوا إزالة الأسوار الشائكة التي تُعيق تقدُّم المحاربين باستخدام القصف المدفعي. اختُرِعَت الدبابة كوسيلة لعبور أسوار الأسلاك الشائكة، ولم تُوكَل إليها استخدامات أخرى لها إلا بعد الحرب العالمية الأولى.
استُخدِمَت الأسلاك الشائكة خلال الحرب العالمية الثانية بالإضافة للاستخدامات العسكريّة في أغراض أخرى مختلفة، على سبيل المثال كانت تحيط بمعسكرات الإبادة والتركيز خلال الهولوكوست. أنشأ النازيون أسوارًا من الأسلاك الشائكة حول المعسكرات لمنع هروب السجناء، وكانت تُستخدم داخل المعسكرات نفسها للفصل والعزل بين اليهود وسكان المعسكر من جهة، وبين العالم الخارجي من جهة أخرى.
استمر استخدام الأسلاك الشائكة في الأغراض العسكرية بعد ذلك. أدت اختراعات الدبابة والطائرة إلى تقليص نجاعة استخدام الأسلاك الشائكة ضد الجيوش النظامية وسلاح المدرعات، لكن يمكن الاستمرار في استخدامها في الحروب ضد القوات المسلحة غير النظامية (الجماعات المسلحة). على سبيل المثال، أقام البريطانيون "سياج الشمال" على الحدود الشمالية لفلسطين الانتدابية بهدف قمع "الثورة العربية الكبرى"، ومنع وصول الأشخاص والإمدادات والذخيرة من سوريا ولبنان لدعم الثوار. خلال حرب أفغانستان، استخدمت باكستان الأسلاك الشائكة لمنع تدفق اللاجئين. كما تحيط أسوار الأسلاك الشائكة بقطاع غزة، وتُستخدم في جدار الفصل، وكذلك في أجزاء أخرى من حدود دولة إسرائيل.